# دائرة غير تزامنية
الدائرة غير المتزامنة (الدائرة بدون ساعة أو ذات التوقيت الذاتي)(Lecture 12) (ص.157–186) هي دائرة منطقية رقمية متسلسلة لا تستخدم دائرة ساعة عالمية أو مولد إشارة لمزامنة مكوناتها.(ص.3–5) بدلاً من ذلك، يتم تشغيل المكونات بواسطة دائرة مصافحة تشير إلى اكتمال مجموعة من التعليمات. تعمل المصافحة من خلال بروتوكولات نقل البيانات البسيطة.:115  تم تطوير العديد من الدوائر المتزامنة في أوائل الخمسينيات من القرن العشرين كجزء من أنظمة غير متزامنة ‏ أكبر (على سبيل المثال أوردفاك [الإنجليزية]
). الدوائر غير المتزامنة والنظرية المحيطة بها هي جزء من عدة خطوات في تصميم الدوائر المتكاملة، وهو مجال هندسة الإلكترونيات الرقمية.
تتناقض الدوائر غير المتزامنة مع الدوائر المتزامنة، حيث يتم تشغيل التغييرات في قيم الإشارة في الدائرة بواسطة نبضات متكررة تسمى إشارة الساعة. تستخدم معظم الأجهزة الرقمية اليوم الدوائر المتزامنة. ومع ذلك، فإن الدوائر غير المتزامنة لديها القدرة على أن تكون أسرع بكثير، وأن يكون لديها مستوى أقل من استهلاك الطاقة، والتداخل الكهرومغناطيسي، ووحدات نمطية أفضل في الأنظمة الكبيرة. الدوائر غير المتزامنة هي مجال بحثي نشط في تصميم المنطق الرقمي.
ولم يتم إثبات جدوى الدوائر غير المتزامنة إلا في تسعينيات القرن العشرين من خلال المنتجات التجارية الواقعية.:4

## نظرة عامة
يمكن تقسيم جميع الدوائر المنطقية الرقمية إلى منطق تركيبي، حيث تعتمد إشارات الخرج فقط على إشارات الإدخال الحالية، ومنطق متسلسل، حيث يعتمد الخرج على كل من الإدخال الحالي والمدخلات السابقة. بعبارة أخرى، المنطق المتسلسل هو منطق تركيبي مع الذاكرة. تتطلب جميع الأجهزة الرقمية العملية تقريبًا منطقًا متسلسلًا. يمكن تقسيم المنطق المتسلسل إلى نوعين، المنطق المتزامن والمنطق غير المتزامن.

### الدوائر المتزامنة
في الدوائر المنطقية المتزامنة، يقوم المذبذب الإلكتروني بتوليد سلسلة متكررة من النبضات المتباعدة بشكل متساوٍ تسمى إشارة الساعة. يتم توفير إشارة الساعة لجميع مكونات الدائرة المتكاملة. تنقلب القلابات فقط عندما يتم تشغيلها بواسطة حافة نبضة الساعة، وبالتالي تبدأ التغييرات في الإشارات المنطقية في جميع أنحاء الدائرة في نفس الوقت وعلى فترات منتظمة. يُطلق على مخرجات جميع عناصر الذاكرة في الدائرة اسم حالة الدائرة. تتغير حالة الدائرة المتزامنة فقط عند نبضة الساعة. تتطلب التغييرات في الإشارة قدرًا معينًا من الوقت للانتشار عبر بوابات المنطق التركيبية للدائرة. يُطلق على هذا الوقت اسم تأخير الانتشار.
اعتبارًا من 2021، يتطلب ضبط توقيت الدوائر المتكاملة المتزامنة الحديثة جهودًا هندسية كبيرة وأدوات أتمتة تصميم متطورة. يجب على المصممين ضمان عدم وجود خلل في وصول الساعة. مع تزايد حجم وتعقيد الدوائر المتكاملة (مثل الدوائر المتكاملة)، تُعدّ هذه المهمة صعبة. في الدوائر الضخمة، غالبًا ما تنتهي الإشارات المرسلة عبر شبكة توزيع الساعة في أوقات مختلفة في أجزاء مختلفة. تُعرف هذه المشكلة على نطاق واسع باسم «انحراف الساعة».:xiv
يتم تحديد الحد الأقصى لمعدل الساعة الممكن بواسطة المسار المنطقي الذي يتمتع بأطول تأخير انتشار، والذي يسمى المسار الحرج. وبسبب ذلك، فإن المسارات التي قد تعمل بسرعة تكون خاملة في معظم الأوقات. تبدد شبكة الساعة الموزعة على نطاق واسع قدرًا كبيرًا من الطاقة المفيدة ويجب أن تعمل سواء كانت الدائرة تستقبل مدخلات أم لا. بسبب هذا المستوى من التعقيد، يستغرق الاختبار والتصحيح أكثر من نصف وقت التطوير في جميع الأبعاد للدوائر المتزامنة.

### الدوائر غير المتزامنة
لا تحتاج الدوائر غير المتزامنة إلى ساعة عالمية، وتتغير حالة الدائرة بمجرد تغير المدخلات. لا يزال من الممكن استخدام الكتل الوظيفية المحلية ولكن لا يزال من الممكن التسامح مع مشكلة انحراف الساعة ‏.:xiv:4
نظرًا لأن الدوائر غير المتزامنة لا يتعين عليها انتظار نبضة الساعة لبدء معالجة المدخلات، فإنها يمكن أن تعمل بشكل أسرع. من الناحية النظرية، تقتصر سرعتها فقط على تأخيرات انتشار البوابات المنطقية والعناصر الأخرى.:xiv
ومع ذلك، فإن الدوائر غير المتزامنة أكثر صعوبة في التصميم وتتعرض لمشاكل لا توجد في الدوائر المتزامنة. يرجع ذلك إلى أن الحالة الناتجة عن الدائرة غير المتزامنة يمكن أن تكون حساسة لأوقات الوصول النسبية للمدخلات عند البوابات. إذا وصلت التحولات على مدخلين في نفس الوقت تقريبًا، فقد تدخل الدائرة في حالة خاطئة اعتمادًا على الاختلافات الطفيفة في تأخيرات انتشار البوابات.
هذا ما يسمى بحالة السباق. في الدوائر المتزامنة تكون هذه المشكلة أقل حدة لأن ظروف السباق لا يمكن أن تحدث إلا بسبب المدخلات من خارج النظام المتزامن، والتي تسمى المدخلات غير المتزامنة.
على الرغم من بناء بعض الأنظمة الرقمية غير المتزامنة بالكامل (انظر أدناه)، فإن الدوائر غير المتزامنة تُستخدم اليوم عادةً في أجزاء قليلة حرجة من الأنظمة المتزامنة حيث تكون السرعة في قمة الأهمية، مثل دوائر معالجة الإشارات.

## الأساس النظري
تم إنشاء النظرية الأصلية للدوائر غير المتزامنة بواسطة ديفيد إي مولر في منتصف الخمسينيات من القرن العشرين. وقد تم تقديم هذه النظرية لاحقًا في الكتاب الشهير «نظرية التبديل» لريموند ميلر.
يستخدم مصطلح «المنطق غير المتزامن» لوصف مجموعة متنوعة من أنماط التصميم، والتي تستخدم افتراضات مختلفة حول خصائص الدائرة. وتختلف هذه النماذج من نموذج التأخير المجمع – والذي يستخدم عناصر معالجة البيانات «التقليدية» مع الإشارة إلى الإكمال من خلال نموذج تأخير تم إنشاؤه محليًا – إلى التصميم غير الحساس للتأخير - حيث يمكن استيعاب التأخيرات التعسفية من خلال عناصر الدائرة. يميل النمط الأخير إلى إنتاج دوائر أكبر من تنفيذات البيانات المجمعة، ولكنها غير حساسة للتخطيط والاختلافات المعلمية وبالتالي فهي «صحيحة من حيث التصميم».

### المنطق غير المتزامن
المنطق غير المتزامن هو المنطق المطلوب لتصميم الأنظمة الرقمية غير المتزامنة. تعمل هذه الوظائف بدون إشارة ساعة، وبالتالي لا يمكن الاعتماد على عناصر المنطق الفردية للحصول على حالة صحيحة/خاطئة منفصلة في أي وقت معين. المنطق البولياني (قيمتين) غير مناسب لهذا، وبالتالي هناك حاجة إلى التوسعات.
منذ عام 1984، طور فاديم أو. فاسيوكيفيتش نهجًا يعتمد على عمليات منطقية جديدة أطلق عليها اسم الاقتران (مع عامل غير متزامن « x ∠ y» يمثل «تبديل x في الخلفية y» أو «إذا كان x عندما y إذن») والتسلسل (مع علامات الأولوية « x i ≻ x j» و« x i ≺ x j»). يأخذ هذا في الاعتبار ليس فقط القيمة الحالية للعنصر، بل أيضًا تاريخه.
قام كارل م. فانت بتطوير معالجة نظرية مختلفة للمنطق غير المتزامن في عمله التصميم المحدد منطقيًا في عام 2005 والذي استخدم منطقًا رباعي القيم مع كون الصفر ‏ والمتوسط هما القيم الإضافية. هذه الهندسة المعمارية مهمة لأنها غير حساسة للتأخير تقريبًا. قام سكوت سي سميث وجيا دي بتطوير نسخة منخفضة الطاقة للغاية من منطق اتفاقية فانت الصفرية والتي تتضمن سيموس متعدد العتبات ‏. يُطلق على هذا التنوع اسم منطق اتفاقية الصفر متعدد العتبات (MTNCL)، أو بدلاً من ذلك منطق اتفاقية النوم (SCL).

### شبكات بتري
تُعد شبكات بتري نموذجًا جذابًا وقويًا للتفكير في الدوائر غير المتزامنة (انظر النماذج اللاحقة للتزامن). تم اقتراح نوع مفيد بشكل خاص من شبكات بتري المفسرة، يسمى الرسوم البيانية لانتقال الإشارة ‏ (STGs)، بشكل مستقل في عام 1985 من قبل ليونيد روزنبلوم وأليكس ياكوفليف وتام آنه تشو. منذ ذلك الحين، تمت دراسة STGs على نطاق واسع من الناحية النظرية والتطبيقية، مما أدى إلى تطوير أدوات برمجية شائعة لتحليل وتوليف دوائر التحكم غير المتزامنة، مثل بترفاي وووركرافت.
بعد شبكات بتري، تم تطوير نماذج أخرى للتزامن يمكنها نمذجة الدوائر غير المتزامنة بما في ذلك نموذج الممثل ‏ وحساب العمليات.

## الفوائد
لقد أثبتت الدوائر غير المتزامنة مجموعة متنوعة من المزايا. كلا الدائرتين شبه الحساستين للتأخير (QDI) (المتفق عليهما عمومًا أنهما الشكل الأكثر «نقاءً» للمنطق غير المتزامن الذي يحتفظ بالعالمية الحسابية)[بحاجة لمصدر] والأشكال الأقل نقاءً من الدوائر غير المتزامنة التي تستخدم قيود التوقيت لتحقيق أداء أعلى ومساحة وطاقة أقل تقدم العديد من المزايا.
- معالجة قوية ورخيصة لعدم استقرار المحكمين.
- أداء الحالة المتوسطة: لا يقتصر وقت الحالة المتوسطة (التأخير) للتشغيل على أسوأ وقت لإكمال المكون (البوابة، السلك، الكتلة، إلخ) كما هو الحال في الدوائر المتزامنة.[4]:xiv[4]:3 وهذا يؤدي إلى تحسين زمن الوصول وأداء الإنتاج.[4]:9[4]:3 تتضمن الأمثلة الإكمال التخميني[26][27] الذي تم تطبيقه لتصميم أدوات جمع البادئة المتوازية بشكل أسرع من الأدوات المتزامنة، وأداة جمع النقطة العائمة عالية الأداء ذات الدقة المزدوجة[28] والتي تتفوق على التصميمات المتزامنة الرائدة.
  - الإكمال المبكر: قد يتم إنشاء الناتج قبل الوقت المحدد، عندما تكون نتيجة معالجة الإدخال متوقعة أو غير ذات صلة.
  - مرونة جوهرية: قد يظهر عدد متغير من عناصر البيانات في مدخلات خط الأنابيب في أي وقت (خط الأنابيب يعني سلسلة من الكتل الوظيفية المترابطة). يُسهم هذا في تحقيق أداء عالٍ مع التعامل بسلاسة مع معدلات الإدخال والإخراج المتغيرة الناتجة عن تأخيرات مراحل خط الأنابيب غير المُوقّتة (الكتل الوظيفية) (مع ذلك، قد يكون هناك ازدحام، ويجب أيضًا مراعاة تأخير بوابات الإدخال والإخراج).[4]:194).[29]
  - لا حاجة أيضًا لمطابقة التوقيت بين الكتل الوظيفية. مع اختلاف نماذج التأخير (تنبؤات بأوقات تأخير البوابة/السلك)، يعتمد ذلك على النهج الفعلي لتطبيق الدائرة غير المتزامنة.[30](ص.194)
  - التحرر من الصعوبات المتزايدة باستمرار المتمثلة في توزيع إشارة الساعة ذات المروحة العالية والحساسة للتوقيت.
  - تتكيف سرعة الدائرة مع ظروف درجة الحرارة والجهد المتغيرة بدلاً من أن تكون مقيدة بالسرعة المفروضة بواسطة أسوأ الافتراضات.[بحاجة لمصدر][مبهم][4]:3
- استهلاك طاقة أقل عند الطلب؛[31](ص.xiv)[4]:9[4]:3 استهلاك طاقة احتياطي صفري.[4]:3 في عام 2005، أعلنت شركة إبسون عن انخفاض استهلاك الطاقة بنسبة 70% مقارنةً بالتصميم المتزامن.[32] كما يمكن إزالة مُشغلات الساعة، مما يُقلل استهلاك الطاقة بشكل كبير. مع ذلك، عند استخدام ترميزات مُعينة، قد تتطلب الدوائر غير المتزامنة مساحة أكبر، مما يُضيف تكلفة طاقة إضافية مُماثلة إذا كانت خصائص التسرب في العملية الأساسية ضعيفة (على سبيل المثال، عمليات دون الميكرومتر العميقة المُستخدمة قبل استخدام العوازل κ العالية).
  - لا حاجة لمطابقة الطاقة بين المجالات الوظيفية المحلية غير المتزامنة للدوائر. تميل الدوائر المتزامنة إلى سحب كمية كبيرة من التيار عند حافة الساعة مباشرةً وبعدها بوقت قصير. ينخفض عدد العقد التي تتبدل (ومن ثم كمية التيار المسحوب) بسرعة بعد حافة الساعة، ليصل إلى الصفر قبل حافة الساعة التالية مباشرةً. في الدائرة غير المتزامنة، لا تترابط أوقات تبديل العقد بهذه الطريقة، لذا يكون سحب التيار أكثر انتظامًا وأقل تقطعًا.
- المتانة تجاه التباين من ترانزستور إلى ترانزستور في عملية نقل التصنيع (وهي واحدة من أخطر المشاكل التي تواجه صناعة أشباه الموصلات مع انكماش القوالب)، والاختلافات في إمدادات الجهد، ودرجة الحرارة، ومعلمات عملية التصنيع.[4]:3
- تداخل كهرومغناطيسي أقل حدة (EMI).[4]:3 تخلق الدوائر المتزامنة قدرًا كبيرًا من التداخل الكهرومغناطيسي في نطاق التردد عند (أو بالقرب جدًا) من تردد الساعة وتوافقياتها؛ وتولد الدوائر غير المتزامنة أنماط تداخل كهرومغناطيسي موزعة بشكل أكثر توازناً عبر الطيف.[4]:3
- تصميم وحداتي (إعادة استخدام)، وعزل مُحسَّن للضوضاء، وتوافق كهرومغناطيسي. الدوائر غير المتزامنة أكثر تحمّلاً لتغيرات العملية وتقلبات الجهد الخارجي.[4]:4

## العيوب
- النفقات العامة للمنطقة الناجمة عن المنطق الإضافي الذي ينفذ المصافحة.[4]:4 في بعض الحالات، قد يتطلب التصميم غير المتزامن ما يصل إلى ضعف الموارد (المساحة، وسرعة الدائرة، واستهلاك الطاقة) للتصميم المتزامن، بسبب إضافة اكتشاف الإكمال ودوائر التصميم للاختبار.[33][4]:4
- بالمقارنة مع التصميم المتزامن، اعتبارًا من تسعينيات القرن العشرين وأوائل العقد الأول من القرن الحادي والعشرين، لم يكن هناك الكثير من الأشخاص المدربين أو ذوي الخبرة في تصميم الدوائر غير المتزامنة.[33]
- التصميمات المتزامنة أسهل بطبيعتها في الاختبار والتصحيح من التصميمات غير المتزامنة.[34] ومع ذلك، فإن هذا الموقف محل نزاع من قبل فانت، الذي يدعي أن البساطة الظاهرة للمنطق المتزامن هي من صنع النماذج الرياضية المستخدمة في مناهج التصميم الشائعة.[17]
- إن بوابة الساعة  [لغات أخرى]‏ في التصاميم المتزامنة الأكثر تقليدية هي تقريب للمثالية غير المتزامنة، وفي بعض الحالات، قد تفوق بساطتها مزايا التصميم غير المتزامن بالكامل.
- قد ينخفض أداء (سرعة) الدوائر غير المتزامنة في البنيات التي تتطلب اكتمال الإدخال (مسار بيانات أكثر تعقيدًا).[35]
- عدم وجود أدوات أتمتة التصميم الإلكتروني تجارية مخصصة ومُركزة على التصميم غير المتزامن.[35] ومع ذلك، اعتبارًا من عام 2006، بدأ الوضع يتحسن ببطء.[4]:x

## التواصل
هناك عدة طرق لإنشاء قنوات اتصال غير متزامنة يمكن تصنيفها حسب بروتوكولها وترميز البيانات.

### البروتوكولات
هناك عائلتان من البروتوكولات المستخدمة على نطاق واسع والتي تختلف في طريقة تشفير الاتصالات:
- المصافحة ثنائية الطور (المعروفة أيضًا باسم بروتوكول ثنائي الطور، أو تشفير عدم العودة إلى الصفر (NRZ)، أو إشارات الانتقال): يتم تمثيل الاتصالات بأي انتقال سلكي؛ وتعتبر الانتقالات من 0 إلى 1 ومن 1 إلى 0 بمثابة اتصالات.
- المصافحة ذات الأربع مراحل (المعروفة أيضًا باسم بروتوكول الأربع مراحل، أو تشفير العودة إلى الصفر (RZ)): يتم تمثيل الاتصالات من خلال انتقال سلكي يتبعه إعادة تعيين؛ ويعتبر تسلسل الانتقال من 0 إلى 1 والعودة إلى 0 بمثابة اتصال واحد.

رسم توضيحي لمصافحات ثنائية ورباعية الطور. أعلى: مرسل ومستقبل يتواصلان بإشارات طلب وتأكيد بسيطة. يُدير المرسل خط الطلب، ويُدير المستقبل خط التأكيد. وسط: مخطط توقيت لاتصالين ثنائيي الطور. أسفل: مخطط توقيت لاتصال واحد رباعي الطور.

على الرغم من أن كل اتصال يتطلب انتقالات أكثر، فإن الدوائر التي تُطبّق بروتوكولات رباعية الطور عادةً ما تكون أسرع وأبسط من البروتوكولات ثنائية الطور، لأن خطوط الإشارة تعود إلى حالتها الأصلية بنهاية كل اتصال. في البروتوكولات ثنائية الطور، يتعين على تطبيقات الدائرة تخزين حالة خط الإشارة داخليًا.
يُرجى ملاحظة أن هذه الفروقات الأساسية لا تُراعي التنوع الكبير في البروتوكولات. قد تُشفّر هذه البروتوكولات الطلبات والإشعارات فقط، أو تُشفّر البيانات أيضًا، مما يُؤدي إلى ترميز البيانات متعدد الأسلاك الشائع. وقد طُرحت بروتوكولات أخرى أقل شيوعًا، بما في ذلك استخدام سلك واحد للطلب والإشعار، أو استخدام عدة فولتيات كبيرة، أو استخدام النبضات فقط، أو موازنة التوقيتات لإزالة المزالج.

### ترميز البيانات
هناك طريقتان شائعتان لترميز البيانات في الدوائر غير المتزامنة: ترميز البيانات المجمعة وترميز متعدد القضبان.
ومن الطرق الشائعة الأخرى لترميز البيانات استخدام أسلاك متعددة لترميز رقم واحد: حيث تُحدد القيمة بواسطة السلك الذي يقع عليه الحدث. وهذا يُجنّب بعض افتراضات التأخير اللازمة في ترميز البيانات المجمعة، حيث لم يعد الطلب والبيانات منفصلين.

#### ترميز البيانات المجمعة
يستخدم تشفير البيانات المجمعة سلكًا واحدًا لكل بت بيانات مع إشارة طلب وإشارة تأكيد؛ وهو نفس التشفير المستخدم في الدوائر المتزامنة دون تقييد حدوث الانتقالات على حافة الساعة. يُرسل الطلب والتأكيد عبر أسلاك منفصلة باستخدام أحد البروتوكولات المذكورة أعلاه. عادةً ما تعتمد هذه الدوائر نموذج تأخير محدود، حيث تتأخر إشارات الإكمال لفترة كافية لإجراء الحسابات.
أثناء التشغيل، يُشير المُرسِل إلى توفر البيانات وصلاحيتها من خلال طلب. ثم يُشير المُستقبِل إلى اكتمال البيانات من خلال إشعار، مُشيرًا إلى قدرته على معالجة الطلبات الجديدة. أي أن الطلب مُدمج مع البيانات، ومن هنا جاء اسم «البيانات المجمعة».
غالبًا ما تُسمى دوائر البيانات المجمعة بالأنابيب الدقيقة، سواءً كانت تستخدم بروتوكولًا ثنائي الطور أو رباعي الطور، حتى لو طُرح هذا المصطلح في البداية للبيانات المجمعة ثنائية الطور.

اتصال بيانات مجمع رباعي المراحل. أعلى: يتصل المرسل والمستقبل بخطوط بيانات، وخط طلب، وخط إقرار. أسفل: مخطط توقيت اتصال بيانات مجمع. عندما يكون خط الطلب منخفضًا، تُعتبر البيانات غير صالحة وقابلة للتغيير في أي وقت.

#### ترميز متعدد القضبان
يستخدم التشفير متعدد القضبان أسلاكًا متعددة بدون علاقة فردية بين البتات والأسلاك وإشارة إقرار منفصلة. يتم الإشارة إلى توفر البيانات من خلال التحولات نفسها على واحد أو أكثر من أسلاك البيانات (اعتمادًا على نوع التشفير متعدد القضبان) بدلاً من إشارة الطلب كما هو الحال في تشفير البيانات المجمعة. يؤدي هذا إلى توفير ميزة تتمثل في أن اتصال البيانات لا يتأثر بالتأخير. هناك نوعان شائعان من الترميزات متعددة القضبان هما الترميز أحادي السكك والترميز ثنائي السكك. يمثل التشفير أحادي الحرارة (المعروف أيضًا باسم 1 من n) رقمًا في القاعدة n مع اتصال على أحد الأسلاك n. يستخدم التشفير ثنائي السكك أزواجًا من الأسلاك لتمثيل كل بت من البيانات، ومن هنا جاء اسم «ثنائي السكك»؛ حيث يمثل سلك واحد في الزوج قيمة البت 0 ويمثل السلك الآخر قيمة البت 1. على سبيل المثال، سيتم تمثيل رقم مكون من بتتين مشفر بقضيب مزدوج باستخدام زوجين من الأسلاك ليصبح المجموع أربعة أسلاك. أثناء اتصال البيانات، تحدث الاتصالات على واحد من كل زوج من الأسلاك للإشارة إلى بتات البيانات. في الحالة العامة، م {\displaystyle \times } يمثل الترميز n البيانات على هيئة m كلمة ذات قاعدة n.

مخطط للاتصالات ثنائية القضبان وواحد من أربعة. أعلى: مرسل ومستقبل متصلان بخطوط بيانات وخط إشعار. وسط: مخطط توقيت للمرسل وهو ينقل القيم 0، 1، 2، ثم 3 إلى المستقبل باستخدام ترميز واحد من أربعة. أسفل: مخطط توقيت للمرسل وهو ينقل القيم نفسها إلى المستقبل باستخدام ترميز ثنائي القضبان. بالنسبة لهذا الحجم من البيانات، يكون ترميز ثنائي القضبان مماثلاً لترميز 2x1 من 2.

#### ترميز ثنائي السكك
يعد التشفير ثنائي القضبان باستخدام بروتوكول رباعي المراحل هو الأكثر شيوعًا ويسمى أيضًا التشفير ثلاثي الحالات، لأنه يحتوي على حالتين صالحتين (10 و01، بعد الانتقال) وحالة إعادة تعيين (00). هناك ترميز شائع آخر، والذي يؤدي إلى تنفيذ أبسط من الترميز المزدوج أحادي الطور، وهو الترميز رباعي الحالات، أو الترميز المزدوج المشفر حسب المستوى، ويستخدم بت بيانات وبت تكافؤ لتحقيق بروتوكول ثنائي الطور.

## وحدة المعالجة المركزية غير المتزامنة
تُعد وحدات المعالجة المركزية غير المتزامنة واحدة من العديد من الأفكار لتغيير تصميم وحدة المعالجة المركزية بشكل جذري.
على عكس المعالج التقليدي، لا يحتوي المعالج بدون ساعة (وحدة المعالجة المركزية غير المتزامنة) على ساعة مركزية لتنسيق تقدم البيانات عبر خط الأنابيب. بدلاً من ذلك، يتم تنسيق مراحل وحدة المعالجة المركزية باستخدام أجهزة منطقية تسمى «عناصر التحكم في خط الأنابيب» أو «متسلسلات فيفو». بشكل أساسي، يقوم وحدة التحكم في خط الأنابيب بتسجيل المرحلة التالية من المنطق عند اكتمال المرحلة الحالية. وبهذه الطريقة، تصبح الساعة المركزية غير ضرورية. قد يكون من الأسهل في الواقع تنفيذ أجهزة عالية الأداء في المنطق غير المتزامن، بدلاً من المنطق الموقت:
- يمكن تشغيل المكونات بسرعات مختلفة على وحدة المعالجة المركزية غير المتزامنة؛ ويجب أن تظل جميع المكونات الرئيسية لوحدة المعالجة المركزية المتزامنة متزامنة مع الساعة المركزية؛
- لا يمكن لوحدة المعالجة المركزية التقليدية أن «تعمل بشكل أسرع» من أسوأ أداء متوقع للمرحلة/التعليمات/المكون الأبطأ. عندما تكمل وحدة المعالجة المركزية غير المتزامنة عملية ما بسرعة أكبر من المتوقع، يمكن للمرحلة التالية أن تبدأ على الفور في معالجة النتائج، بدلاً من انتظار المزامنة مع ساعة مركزية. قد تنتهي العملية بشكل أسرع من المعتاد بسبب سمات البيانات التي تتم معالجتها (على سبيل المثال، يمكن أن تكون عملية الضرب سريعة جدًا عند الضرب في 0 أو 1، حتى عند تشغيل التعليمات البرمجية التي تم إنتاجها بواسطة مُجمِّع ساذج)، أو بسبب وجود جهد أعلى أو إعداد سرعة ناقل، أو درجة حرارة محيطة أقل من «المعتاد» أو المتوقع.

يعتقد أنصار المنطق غير المتزامن أن هذه القدرات سيكون لها الفوائد التالية:
- انخفاض تبديد الطاقة لمستوى أداء معين، و
- أعلى سرعة تنفيذ ممكنة.

أكبر عيب في وحدة المعالجة المركزية بدون ساعة هو أن معظم أدوات تصميم وحدة المعالجة المركزية تفترض وجود وحدة معالجة مركزية ذات ساعة (أي دائرة متزامنة). «ممارسات التصميم المتزامنة». يتضمن إنشاء وحدة معالجة مركزية بدون ساعة (تصميم دائرة غير متزامنة) تعديل أدوات التصميم للتعامل مع المنطق بدون ساعة وإجراء اختبارات إضافية لضمان تجنب التصميم للمشكلات غير المستقرة. على سبيل المثال، قامت المجموعة التي صممت أميليت بتطوير أداة تسمى (بالإنجليزية: LARD) للتعامل مع التصميم المعقد لـ(بالإنجليزية: AMULET3).

### أمثلة
على الرغم من كل الصعوبات، فقد تم بناء عدد كبير من وحدات المعالجة المركزية غير المتزامنة.
كان جهاز أوردفاك [الإنجليزية]
 لعام 1951 خليفةً لجهاز إنياك وأول جهاز كمبيوتر غير متزامن تم بناؤه على الإطلاق.
كان إيلياك الثاني ‏ هو أول معالج غير متزامن تمامًا ومستقل عن السرعة تم بناؤه على الإطلاق؛ وكان أقوى جهاز كمبيوتر في ذلك الوقت.
سمحت وحدات نقل السجل ديس بي دي بي-16 ‏ (حوالي عام 1973) للمجرب ببناء عناصر معالجة غير متزامنة ذات 16 بت. تم إصلاح التأخيرات لكل وحدة بناءً على أسوأ توقيت للوحدة.

### معهد كاليفورنيا للتقانة
منذ منتصف الثمانينيات، صمم معهد كاليفورنيا للتكنولوجيا أربع وحدات معالجة مركزية غير تجارية في محاولة لتقييم الأداء وكفاءة الطاقة للدوائر غير المتزامنة.
المعالج الدقيق غير المتزامن (كام) من معهد كاليفورنيا للتقانة
في عام 1988، كان المعالج الدقيق غير المتزامن من معهد كاليفورنيا للتكنولوجيا (CAM) هو أول معالج دقيق غير متزامن وغير حساس للتأخير (QDI) صنعته معهد كاليفورنيا للتكنولوجيا. كان المعالج يحتوي على حوسبة بمجموعة تعليمات مخفضة آي إس إيه بعرض 16 بت وذاكرة منفصلة للتعليمات والبيانات. تم تصنيعه بواسطة شركة موسيس وتم تمويله بواسطة شركة درابا. تم الإشراف على المشروع من قبل مكتب البحوث البحرية ‏، ومكتب البحوث بالجيش ‏، ومكتب البحوث العلمية بالقوات الجوية.:12
أثناء العروض التوضيحية، قام الباحثون بتحميل برنامج بسيط يعمل في حلقة ضيقة، وينبض أحد خطوط الإخراج بعد كل تعليمة. تم توصيل خط الإخراج هذا بجهاز رسم الذبذبات. عندما تم وضع كوب من القهوة الساخنة على الشريحة، تباطأ معدل النبض (معدل الساعة الفعال) بشكل طبيعي للتكيف مع الأداء المتدهور للترانزستورات الساخنة. عندما تم سكب النيتروجين السائل على الشريحة، ارتفع معدل التعليمات دون أي تدخل إضافي. بالإضافة إلى ذلك، في درجات الحرارة المنخفضة، يمكن زيادة الجهد المقدم إلى الشريحة بأمان، مما أدى أيضًا إلى تحسين معدل التعليمات - مرة أخرى، دون الحاجة إلى تكوين إضافي.[بحاجة لمصدر]
عند تنفيذه في زرنيخيد الغاليوم (HGaAs3) تم الادعاء بأنه حقق 100ميبس.:5  بشكل عام، فسرت ورقة البحث الأداء الناتج عن CAM على أنه متفوق مقارنة بالبدائل التجارية المتاحة في ذلك الوقت.:5
ميني ميبس
في عام 1998، تم تصنيع ميني ميبس، وهو متحكم تجريبي غير متزامن يعتمد على معمارية ميبس على الرغم من أن الأداء المتوقع بواسطة سبايس كان حوالي 280 ميبس عند 3.3 فولت، إلا أن التنفيذ عانى من العديد من الأخطاء في التخطيط (خطأ بشري) وتبين أن النتائج كانت أقل بنحو 40% (انظر الجدول).:5
اللوتونيوم 8051
تم تصنيعه في عام 2003، وكان عبارة عن متحكم غير متزامن غير حساس للتأخير ‏ مصمم لتحقيق كفاءة الطاقة.:9  تم تنفيذ المتحكم الدقيق وفقًا لهندسة هارفارد.
| اسم                   | سنة  | حجم الكلمة (بت) | الترانزستورات (بالآلاف) | الحجم (مم) | حجم العقدة (ميكرومتر) | 1.5 فولت  | 2 فولت    | 3.3 فولت  | 5 فولت    | 10 فولت   |
| --------------------- | ---- | --------------- | ----------------------- | ---------- | --------------------- | --------- | --------- | --------- | --------- | --------- |
| إس سي إم أو إس ‏ كام   | 1988 | 16              | 20                      | غير متوفر  | 1.6                   | غير متوفر | 5         | غير متوفر | 18        | 26        |
| ميني ميبس سي إم أو إس | 1998 | 32              | عام 2000                | 8×14       | 0.6                   | 60        | 100       | 180       | غير متوفر | غير متوفر |
| لوتونيوم 8051 سيموس   | 2003 | 8               | غير متوفر               | غير متوفر  | 0.18                  | 200       | غير متوفر | غير متوفر | غير متوفر | 4         |

### إبسون
في عام 2004، قامت شركة إبسون بتصنيع أول معالج دقيق قابل للانحناء في العالم يسمى ACT11، وهو عبارة عن شريحة غير متزامنة ذات 8 بت. المعالجات المرنة المتزامنة أبطأ، لأن ثني المادة التي تصنع منها الشريحة يسبب اختلافات غير متوقعة في تأخيرات الترانزستورات المختلفة، والتي يجب أن نفترض أسوأ السيناريوهات في كل مكان ويجب أن يتم تشغيل كل شيء بالسرعة الأسوأ. تم تصميم المعالج للاستخدام في البطاقات الذكية، والتي تقتصر شرائحها حاليًا على تلك الصغيرة بما يكفي لتظل صلبة تمامًا.

### آي بي إم
في عام 2014، أعلنت شركة آي بي إم عن شريحة تم تطويرها بواسطة سينابس تعمل بطريقة غير متزامنة، وتحتوي على أحد أعلى أعداد الترانزستورات ‏ في أي شريحة تم إنتاجها على الإطلاق. تستهلك شريحة IBM طاقة أقل بكثير من أنظمة الحوسبة التقليدية في معايير التعرف على الأنماط.

### الجدول الزمني
- أوردفاك [الإنجليزية]
 و(المتطابق) إيلياك الأول  [لغات أخرى]‏ (1951)[38][39]
- جونياك (1953)[49]
- فايزاك (1955)
- كييف (1958)، آلة سوفييتية تستخدم لغة البرمجة مع المؤشرات قبل وقت طويل من وصولهم إلى لغة بي إل/1[50]
- إيلياك الثاني  [لغات أخرى]‏ (1962)[38]
- جامعة فيكتوريا في مانشستر قامت ببناء أطلس (1964)
- أجهزة الكمبيوتر المركزية من شركة الحواسيب الدولية المحدودة 1906إيه و1906إس، جزء من سلسلة 1900 وتم بيعها منذ عام 1964 لأكثر من عقد من الزمان بواسطة شركة الحواسيب الدولية المحدودة  [لغات أخرى]‏[51]
- أجهزة الكمبيوتر البولندية كار-65 وكيه-202 (1965 و1970 على التوالي)
- وحدات المعالجة المركزية هانيويل 6180 (1972)[52] وسلسلة 60 المستوى 68 (1981)[53][54] التي يعمل عليها مولتكس بشكل غير متزامن
- وحدات المعالجات الدقيقة السوفيتية ذات الشرائح البتية (أواخر سبعينيات القرن العشرين)[55][56] التي تم إنتاجها باسم كيه 587[57] كيه 588[58] وكيه 1883 (يو 83إكس في ألمانيا الشرقية)[59]
- المعالج الدقيق غير المتزامن من معهد كاليفورنيا للتكنولوجيا، أول معالج دقيق غير متزامن في العالم (1988)[40][42]
- إيميليت المطبقة على معمارية آرم (1993 و2000)
- التنفيذ غير المتزامن لميبس آر 3000، المسمى ميني ميبس (1998)
- تم تجربة العديد من إصدارات معالج إكس إم بي  [لغات أخرى]‏ مع أنماط تصميم غير متزامنة مختلفة: XAP للبيانات المجمعة، وXAP 1 من 4، وXAP 1 من 2 (ثنائي القضبان) (2003؟).[60]
- معالج متوافق مع آرم (2003؟) صممه ز. سي. يو وستيف فوربر ول. أ. بلانا؛ «مصمم خصيصًا لاستكشاف فوائد التصميم غير المتزامن للتطبيقات الحساسة أمنيًا»[60]
- ساميبس (2003)، تنفيذ غير متزامن قابل للتوليف لمعالج ميبس آر 3000[61][62]
- معالج «الهندسة المعمارية غير المتزامنة القائمة على الشبكة» (2005) الذي ينفذ مجموعة فرعية من مجموعة تعليمات هندسة ميبس[60]
- معالج آرم996إتش إس (2006) من حلول المصافحة
- معالج إتش تي80سي51 (2007؟) من حلول المصافحة.[63]
- فورتكس، وحدة معالجة مركزية فائقة السعة متعددة الأغراض ذات بنية تحميل/تخزين من إنتل (2007)؛[64] تم تطويرها باعتبارها شريحة اختبار فولكروم مايكروسيستم 2 ولم يتم تسويقها تجاريًا، باستثناء بعض مكوناتها؛ تضمنت الشريحة ذاكرة دي.دي.آر اس.دي.رام وواجهة إيثرنت 10 جيجابايت مرتبطة عبر شبكة نظام نكسس على الشريحة بوحدة المعالجة المركزية[64][65]
- معالج سي فورث متعدد النواة (2008) من تشارلز إتش. مور[66]
- معالج متعدد النواة جي إيه 144[67] (2010) من تشارلز إتش. مور
- تام16: نواة آي بي لوحدة تحكم دقيقة غير متزامنة ذات 16 بت (تيمبو)[68]
- نواة أسبيدا غير المتزامنة دي إل إكس  [لغات أخرى]‏؛[69] تم تنفيذ معالج دي إل إكس مفتوح المصدر غير المتزامن (أسبيدا) بنجاح في كل من إصدارات أسيك وإف بي جي إيه[70]

## الملاحظات
1. ↑  من الممكن إنشاء دوائر متزامنة محليًا وغير متزامنة عالميًا.
2. ↑  استخدام دريستون أيضًا.[4]

## للقراءة الإضافية
- TiDE from Handshake Solutions in The Netherlands, Commercial asynchronous circuits design tool. Commercial asynchronous ARM (ARM996HS) and 8051 (HT80C51) are available.
- An introduction to asynchronous circuit design نسخة محفوظة 23 June 2010 على موقع واي باك مشين. by Davis and Nowick
- Null convention logic, a design style pioneered by Theseus Logic, who have fabricated over 20 ASICs based on their NCL08 and NCL8501 microcontroller cores
- The Status of Asynchronous Design in Industry Information Society Technologies (IST) Programme, IST-1999-29119, D. A. Edwards W. B. Toms, June 2004, via www.scism.lsbu.ac.uk
- The Red Star is a version of the MIPS R3000 implemented in asynchronous logic
- The Amulet microprocessors were asynchronous ARMs, built in the 1990s at جامعة مانشستر, England
- The SAMIPS synthesised asynchronous MIPS R3000 processor.
- The N-Protocol developed by Navarre AsyncArt, the first commercial asynchronous design methodology for conventional FPGAs
- PGPSALM an asynchronous implementation of the 6502 microprocessor
- Caltech Async Group home page
- Tiempo: French company providing asynchronous IP and design tools
- Epson ACT11 Flexible CPU Press Release
- Newcastle upon Tyne Async Group page